# Office for iPad
Microsoft Office for iPad — текущая версия офисного пакета для Apple iPad, продажи которой начались в марте 2014 года. Платная подписка на Office 365 дает возможности редактировать или создавать документы. Кроме того, для новых пользователей возможен 30-дневный пробный период. Подписка на Office 365 дает право на установку пакета на пять планшетов, и PC/Mac.
Пользователю мобильного офисного пакета понадобится аккаунт OneDrive или SharePoint для получения доступа к документам в облаке, или же можно работать с документами, хранящимися на самом iPad.
С помощью OneDrive пользователи могут одновременно работать над одним документом или презентацией, внесенные изменения можно легко отследить, также есть древовидные комментарии, можно легко принимать или отклонять правки. Для работы Office for iPad потребуется iPad на операционной системе iOS версии 7.0 или выше. Приложения стали доступно для загрузки в App Store (Word, PowerPoint и Excel) на 29 языках, включая русский, в 135 регионах, включая Россию.

## Состав Microsoft Office for iPad
- Microsoft Word
- Microsoft Excel
- Microsoft OneNote
- Microsoft PowerPoint

## Сотрудничество Apple и Microsoft
Так как оплата должна была происходить через встроенный механизм покупок, Microsoft долго оттягивала выпуск Office for iPad. Но теперь Microsoft и Apple договорились о выполнении стандартных условий Apple, и софтверный гигант отдает 30 % с каждого приобретения iPad-версии Office.
При этом Apple, безусловно, не будет взимать плату с действующих подписчиков и не сможет рассчитывать на процент от продаж платных подписок на сайте Microsoft. Даже отчисляя конкуренту примерно треть выручки, получаемой с продаж iPad-версии Office, софтверный гигант получит весомую финансовую прибавку. Её размер аналитики оценивают от 1 до 7 млрд долл. в год.